# التدخل الأجنبي في الحرب الأهلية السورية

دور الدول في الصراع الدائرِ في سوريا.
سوريا
دول تدعم الحكومة السورية
دول تدعم المعارضة السورية
دول دعمها منقسم بين الحكومة السورية والمعارضة السورية

خريطة الدول المحيطة بسوريا (أحمر) تظهر دور الدول في الصراع.
سوريا
دول تدعم الحكومة السورية
دول تدعم المعارضة السورية
دول دعمها منقسم بين الحكومة السورية والمعارضة السورية

التدخل الأجنبي في الحرب الأهلية السورية ويُعرف كذلك بـ التورط الأجنبي في الحرب الأهلية السورية يُشير إلى الدعم السياسي والعسكري والعملياتي للأطراف المنخرطة في الحرب الأهلية السورية، فضلاً عن التورط الأجنبي النشط. معظم الأطراف المشاركة في الحرب تلقت دعم إما عسكرياً أو لوجستياً أو دبلوماسياً من الدول والكيانات الأجنبية. بشكلٍ عام؛ تدعم كل من إيران (بمختلف الأحزاب والجِهات التابعة لها) وروسيا الحكومة السورية البعثية من الناحية السياسية والعسكرية، ولاسيما من حزب الله اللبناني والجبهة الشعبية لتحرير فلسطين – القيادة العامة التي تتخذ من سوريا مقراً لها وآخرون. في حين تتلقى المعارضة السورية ممثلةً بالائتلاف الوطني دعمًا لوجستيًا وسياسيًا من دول سنية كبرى في الشرق الأوسط أبرزها تركيا، قطر والسعودية. حصلت المعارضة كذلك على دعمٍ من فرنسا، بريطانيا والولايات المتحدة وقد شمل ذلك الدعم السياسي والعسكري أحيانًا ثم اللجوستي. من جهةٍ أخرى؛ يتلقى الأكراد دعمًا عسكريًا ولوجستيًا من إقليم كردستان العراق ودعم جوي من الولايات المتحدة، كندا، بريطانيا، وفرنسا في حين تدعم تركيا الجماعات السلفية بشكل جزئي، بينما تلقى تنظيم الدولة الإسلامية دعمًا من جماعات ومنظمات غير حكومية عدّة من جميع أنحاء العالم.

## دعم الحكومة السورية

### روسيا
روسيا حليف عسكري لسوريا منذ عام 1956 وقد استمرت بتزويد حكومة الأسد خلال الحرب الأهلية السورية بالأسلحة وإرسال المستشارين العسكريين والتقنيين لتدريب الجنود السوريين على استخدام أسلحة روسية الصنع، وساعدت في إصلاح وصيانة الأسلحة السورية. تشير تحقيقات الصحفيين بأن روسيا تساعد في تجنيب الاقتصاد السوري خطر الانهيار حيث تنقل مئات الأطنان من الأوراق النقدية إلى البلاد عبر طائرات. وفي ديسمبر 2012، أفيد بوجود مستشارين عسكريين روس داخل سوريا ويقومون بحراسة بعض الدفاعات المضادة للطائرات التي أرسلتها روسيا.

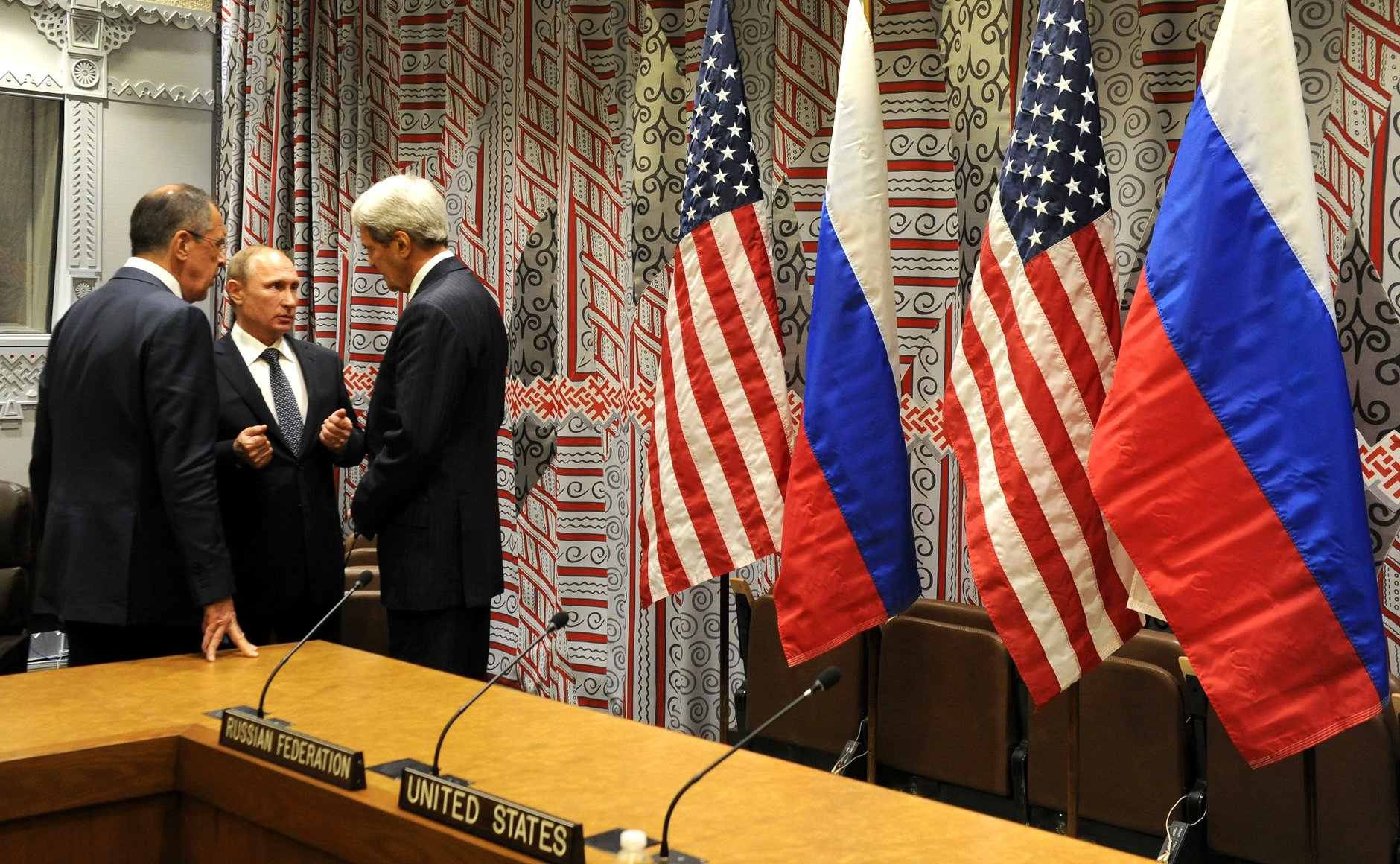
فلاديمير بوتين وسيرغي لافروف يلتقيان جون كيري في مقر الأمم المتحدة بنيويورك لمناقشة الوضع في سوريا يوم 29 سبتمبر 2015

وقد انتقد دبلوماسيون غربيون مراراً تصرفات روسيا، ولكن روسيا واصلت نفيها أن أفعالها تنتهك القانون الدولي. وفي يونيو 2012 أكد الرئيس الروسي فلاديمير بوتين أن بلاده «لا ندعم أي طرف [في الصراع] على نحو قد ينشأ عنه خطر اندلاع حرب أهلية».
وفي يناير 2014 صعدت روسيا إمداداتها من العتاد العسكري لسوريا لتشمل العربات المدرعة والطائرات دون طيار والقنابل الموجهة ورادارات ونظم الحرب الإلكترونية وقطع غيار لطائرات الهليكوبتر.
في 30 سبتمبر 2015 بتفويض من المجلس الأعلى للبرلمان الروسي، بدأت روسيا تدخل عسكري في سوريا يتضمن شن ضربات جوية ضد داعش، وجبهة النصرة وقوى أخرى عدوة للحكومة السورية. وأعتبرت الكنيسة الروسية الأرثوذكسية هذا التدخل بأنه «معركة مقدسة» (أو نضال مقدس) ضد الإرهاب. وزعمت روسيا بأن هجماتها كانت ضد مواقع داعش. وفقاً لتقارير عدة استهدفت غالبية الضربات الجوية الروسية أماكن خاضعة لسيطرة تحالف جيش الفتح المدعوم من قبل السعودية وتركيا بما في ذلك جبهة النصرة والتحالف السلفي الجهادي المعروف باسم حركة أحرار الشام.

### إيران
تُعدّ إيران حليفة الدولة السوريّة في المنطقة منذ مدة وبخاصة بعد صعود نظام ولاية الفقيه في إيران ثمّ الحكم المُطلق لأسرة الأسد في سوريا. لقد قدّمت إيران دعمًا كبيرًا للنظام السوري في الحرب الأهلية من خِلال مدّ الجيش السوري بالدعم الفنّي والمالي هذا فضلًا عن المقاتلين والمرتزقة. تنظرُ إيران إلى الحرب الأهلية باعتبارها الجبهة الحاسمة في معركة وجودية تتعلق بشكل مباشر بأمن الدولة الجيوسياسي. جديرٌ بالذكرِ هنا أنّ المرشد الأعلى علي خامنئي قد صرّحَ جهارًا في سبتمبر/أيلول 2011 أنّ طهران تدعم وستواصل دعمَ الحكومة السورية. بعد تورط إيران المباشر في الحرب الأهليّة؛ «حصلت» هذه الأخيرة على مدينة الزبداني السورية وبحلول أواخر حزيران/يونيو 2011 صارت المدينة بمثابة معقلٍ من أهمّ معاقل الحرس الثوري الإيراني للخدمات اللوجستية من أجل تزويد حزب الله بمَا يحتاجه.
خلالَ مرحلة الانتفاضة المدنية؛ وفرت إيران لنظام بشار الأسد الدعم الفني خاصّة أن إيران ذاتها كانت قد تعاملت مع مثل هذه الانتفاضات خلال احتجاجات الانتخابات الإيرانية 2009–2010. بعدما تطوّرت الانتفاضة إلى حرب أهلية؛ تناقلت عشرات وكالات الأنباء العربيّة والعالميّة عدّة تقارير تُفيد بالدعم العسكري المُتزايد من إيران لسوريا وذلك «ردًا على الدعم العسكري للمعارضة السورية من دول الخليج العربي». في 30 كانون الثاني/يناير 2013؛ قصفت حوالي 10 طائرات قافلة يُعتقد أنها تحمل نظام صواريخ بوك المضادة للطائرات روسيّ الصنع إلى لبنان. نسبت بعض التقارير الإعلامية الهجوم إلى سلاح الجو الإسرائيلي لكنّ هذا الأخير لم يُعلق كما أنّ النظام في سوريا لم يقم بأي هجمة مرتدة لكنّه أكّد في الوقت ذاته على احتفاظه بأحقيّة الرد. هذا السيناريو تكرّر كثيرًا منذ عام 2013 حيثُ كانت إسرائيل تقصفُ في كل مرّة مناطق في سوريا بدعوى وجود قوات إيرانية فيها فيما كانَ النظام السوري يكتفي بحق الرد دومًا مع بعض الاستثناءات. في المنحى ذاته؛ ذكرت الاستخبارات الغربية أنّ الجنرال الإيراني حسن شاطري قد قُتلَ في غارة جوية. اعترفت إيران بمقتلهِ على أيدي الإسرائيليين دون مزيد من التفاصيل، فيمَا رفضت إسرائيل التعليق على تورطها في هذا الحادث.
في خريف عام 2015؛ وقّعت إيران على مضض على خارطة طريق استنادًا إلى مؤتمر جنيف الثاني للسلام والذي تم التوصل إليه خلال جولتين من محادثات السلام في فيينا. بعد اللقاء بين فلاديمير بوتين وعلي خامنئي في طهران في 23 تشرين الثاني/نوفمبر 2015؛ تمثل قرارُ إيران بالأساس في توحيد موقفها تجاه القيادة السورية معَ روسيا حليفة الأسد.

### حزب الله
لطالما كانَ حزب الله حليفًا لحزب البعث الذي يُسيطرُ علَى الحكومة السورية بقيادة آل الأسد. ساعدَ حزب الله الحكومة السورية في «حربها» ضد المعارضة السورية المسلّحة. في وقت مبكر من نوفمبر عام 2011؛ نشرت صحيفة جيروزاليم بوست الإسرائيلية تقريرًا ذكرت فيه أن المتظاهرين في سوريا غاضِبين من حزب الله بسبب دعمه الحكومة السورية بل إنّ بعضهم قد أقدم على حرقِ أعلام حزب الله وصُورِ نصر الله، بينما حمل الشبيحة والموالون للحكومة صورَ نصر الله كتعبيرٍ عن شكره والامتنان له.
في آب/أغسطس 2012؛ فرضت الولايات المتحدة عقوباتٍ على حزب الله بسبب دوره المزعوم في الحرب. في المقابل؛ نفَى زعيم حزب الله حسن نصر الله مقاتلة حزبه بالنيابة عن الحكومة السورية مشيرًا في خطابه الذي ألقاهُ يومَ 12 تشرين الأول/أكتوبر 2012: «منذ البداية ووسائل الإعلام التابعة للمعارضة السورية كانت تقول أن حزب الله قد أرسلَ 3000 مُقاتلًا إلى سوريا لكنّ هذا غير صحيح بل هو مرفوض أصلًا.» ومع ذلك؛ ذكر حسن مجددًا أن مقاتلي حزب الله قد ذهبوا إلى سوريا بشكلٍ مستقل «وتوفيوا» هناك خلال تأدية «واجباتهم الجِهاديّة». بالنسبة لحزب الله؛ فهوَ يدعمُ عملية الإصلاحات في سوريا ضد ما يُسميه المؤامرات الأمريكية لزعزعة استقرار سوريا.
في كانون الثاني/يناير–شباط/فبراير 2012؛ اعترف مقاتلو حزب الله أنهم ساعدوا الحكومة في قتالِ الثوار خلالَ معركة الزبداني في دمشق. في وقت لاحق من ذلك العام؛ عبرَ مقاتلو حزب الله الحدود من لبنان وسيطروا أكثر من ثماني قرى في منطقة القصير في سوريا. وفقا لصحيفة ديلي ستار اللبنانيّة فإنّ حزب الله قد ساعدَ الحكومة السورية في السيطرة على 23 موقعٍ استراتيجي يسكنهم الشيعة من الجنسية اللبنانية. في أيلول/سبتمبر 2012؛ قُتل قائد حزب الله في سوريا علي حسين ناصيف مع عدد من مقاتلي الحزب في كمين نصبه الجيش السوري الحر بالقرب من مدينة القصير. من جهة أخرى؛ ترى الولايات المتحدة أنّ الميليشيات الموالية للأسد والمعروفة باسم قوات الدفاع الوطني قد أُنشئت من قِبل حزب الله والحرس الثوري الإيراني وكلاهما يعملان على توفير المال والأسلحة والتدريب والمشورة. بحسب مصادر استخباراتية إسرائيلية فإنّ حزب الله يعملُ على جمعِ 100.000 مقاتل غير نظامي للقتال إلى جانب الحكومة في سوريا.
في الفترة الأولى من الحرب؛ شاركَ حزب الله في حصار حمص (2011-14) معركة الزبداني (2012)، معركة القصير (2012) ومعركة حلب (2012–2016). في هذا السياق أيضًا؛ ذكرت مجموعات المعارضة السورية أن حزب الله الذي يحصلُ على تسهيلات كبيرة منَ الجيش السوري في سوريا قد هاجمَ ثلاثة قرى سنيّة تحت سيطرة الجيش السوري الحر في مدينة القصير. وتماشيًا مع ما حصل؛ صرّح المتحدث باسم الجيش السوري الحر قائلًا: «حزب الله هو الغازي الأول لسوريا من نوعه من حيث التنظيم والتخطيط والتنسيق مع النظام السوري.» بعدَ عمليات الحزب المُتكررة ودعمهِ اللامحدود للحكومة السورية؛ هاجمَ الجيش الحر اثنين من مواقع الحزب الشيعي في 21 شباط/فبراير؛ واحدٌ في سوريا والثاني في لبنان. بعد خمسة أيام فقط؛ دمّر الجيش الحر مجددًا قافلة تحمل مقاتلين من حزب الله ومجموعة منَ الضباط السوريين المُنتقلين إلى لبنان مما أسفر عن مقتل جميع الركاب. دعَا قادة تحالف 14 آذار وغيرهم من الشخصيات اللبنانية البارزة حزب الله إلى إنهاء مشاركته في سوريا من أجل تفادي انتقال الحرب إلى لبنان. في هذا المنحى؛ صرّح صبحي الطفيلي الزعيم السابق لحزب الله: «لا يجبُ على هذا الحِزب الدفاع عن النظام الإجرامي الذي يقتل شعبه وهو الغير قادر على إطلاق رصاصة واحدة في الدفاع عن الفلسطينيين.» ثمّ واصل: «سيذهبُ مقاتلو حزب الله الذين يقتلون الأطفال ويروعون الناس ويُدمرونَ المنازل في سوريا إلى الجحيم.» حاول بعض الزعماء الشيعة في بعلبك-الهرمل الضغط على الحِزب من أجل إجباره على عدم التدخل في سوريا ونشروا بيانًا ذكروا فيه: «إنّ فتح جبهة ضد الشعب السوري وجر لبنان إلى حرب مع الشعب السوري هو أمر خطيرٌ جدا وسيكون له تأثير سلبي على العلاقات بين البلدين.» دعا وليد جنبلاط زعيم الحزب التقدمي الاشتراكي حزب الله إلى إنهاءِ مشاركتهِ وأكّد على أن الحزب يُشارك في القتال في الداخل السوري بأوامر من إيران.
أفادت وكالات الأنباء أن إسرائيل قد هاجمت مواقعَ للحزب الشيعي في سوريا ليلة الثالث من أيار/مايو 2013. حسب بعض المسؤولين الأمريكان فإنّ الطائرات الحربية الإسرائيلية قد استهدفت مجموعة من المواقع في الداخل السوري من الفضاء الجوي اللبناني وبالتالي فإنّ الطيران الحربي لم يدخل المجال الجوي السوري. لا هجمات مضادة شنّها النظام السوري مع أنهُ توعد بأحقيّة الرد مُجددًا. من جهتهِ ذكر السفير السوري في الأمم المتحدة إنه لم يكن على علم بأي هجمات على سوريا من قِبل إسرائيل ونفس الأمر فعلتهُ هذه الأخيرة من خِلال رفضِ التعليقِ على ما حصل. حصلت انفجارات ضخمة في دمشق في ليلة الخامس من أيار/مايو 2013؛ حينَها وصفت وسائل الإعلام الرسمية السورية ما حصل بأنهُ هجوم صاروخي إسرائيلي استهدفَ بعض الأهداف بما في ذلك مركز للأبحاث العسكرية للحكومة السورية في جمرايا. في السياق ذاته؛ نقلت صحيفة ديلي تلغراف عن مصادر إسرائيلية لم تكشف عن اسمها أن الهجوم الإسرائيلي قد استهدفَ مستودعًا للصواريخ الإيرانيّة التي كانَ من المُقرر شحنها إلى معاقل حزب الله في لبنان.
تورطَ الحزب الشيعي في هجوم القصير منتصف عام 2013 كما شاركَ في معركة القلمون أواخر نفس العام ويُنسب له الفضل –بدعمِ الطيران الجوي الروسي وباقي الأحزاب الطائفيّة التابعة لإيران– في انتصارات الجيش النظامي في عددٍ من معاركهِ ضدّ المعارضة المُعتدلة. في الفترة المُمتدة من 2015 إلى 2018؛ شاركَ الحِزبُ في حملة محافظة درعا، معركة الزبداني، هجوم حلب، هجوم شمال حلب، هجوم وادي بردى، حملة حلب الصيفيّة، هجوم درعا، هجوم القلمون، هجوم البوكمال، حملة وسط سوريا، هجوم بيت جن ثمّ هجوم شرق حماة. وبحلول أيلول/سبتمبر 2017؛ أكّد حزب الله على وجوده في سوريا حيث أصدر بيانًا ذكر فيه أن هناك 10,000 مُقاتلًا في جنوب سوريا على استعدادٍ لمواجهة إسرائيل.

### العراق
حينما اندلعت شرارة ثورة الربيع العربي في سوريا عام 2011؛ أرسلت الحكومة العراقية –التي تُعاني هي الأخرى من مشاكل جمّة– دعمًا ماليًا غير معروف لالحكومة السورية. ليس هذا فقط؛ بل فتحت الحكومة العِراقية –المتهمة هي الأخرى بالتواطئ مع إيران وسيطرة هذه الأخيرة على معظم مؤسسات الدولة هناك– مجالها الجوي للاستخدام من قِبل الطائرات الإيرانية التي تدعمُ الحكومة السورية كما سمحت لشاحنات متجهة إلى سوريا تحمل إمدادات من الحرس الثوري الإيراني بالمرور عبر أراضيهَا. جديرٌ بالذكر هنا أنّ دعم الحكومة العراقية للالحكومة السورية ي في سوريا لم يقتصر على هذان الأمران فقط بل تعاونت الحكومتان في عددٍ من القضايا على غرار توقيع العِراق لصفقة معَ سوريا من أجل تزويد هذه الأخيرة بوقود الديزل.

## دعم المعارضة السورية

### الولايات المتحدة

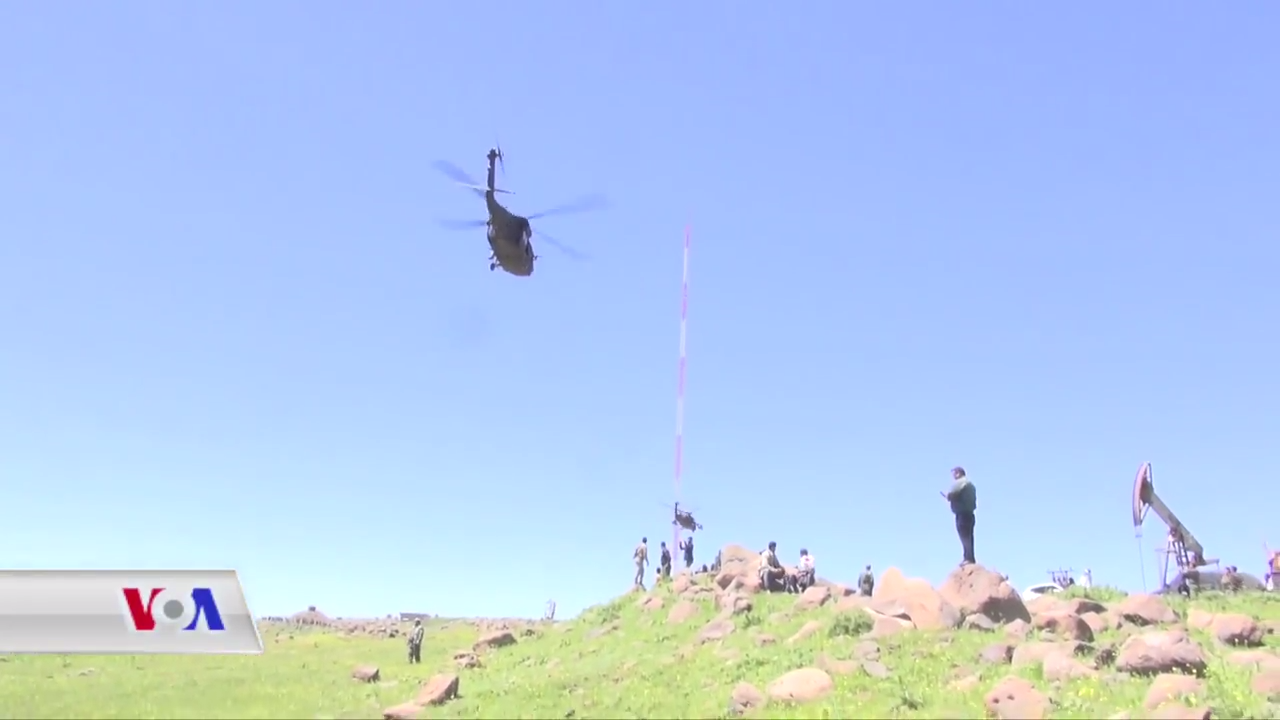
مروحيات نقل عسكرية أمريكيّة تُحلق فوق شمال شرق سوريا

بعد مرور عدة شهور من الانتفاضة السورية التي بدأت في آذار/مارس 2011؛ امتنعت الإدارة الأمريكية برئاسة باراك أوباما على الرغم من الضغوط التي مارستها بعض الجماعات السياسية عن الخروج بأيّ تصريحات تدعو فيها الرئيس بشار إلى الانسحاب من على رأس السلطة على الرغمِ من أنّ هذا هو مطلب حلفاء الدولة في المِنطقة مثلَ تركيا والمملكة العربية السعودية. في البداية؛ فرضت الإدارة الأمريكيّة عقوبات محدودة على حكومة الأسد وذلكَ في نيسان/أبريل 2011 ثم تلا ذلك أمر تنفيذي من أوباما في 18 مايو 2011 بفرض عقوبات أكثر تحديدًا على بشار الأسد وستة من كبار المسؤولين. في تموز/يوليو 2011؛ صرّحت وزيرة الخارجية الأمريكية هيلاري كلينتون بأنّ الرئيس الأسد قد فقد الشرعية. ثم أصدر أوباما في 18 آب/أغسطس من نفسِ العام بيانا خطيا أرسلهُ لقادة المملكة المتحدة، فرنسا وألمانيا حيثُ قال فيه: «إن مستقبل سوريا يجب أن يحددهُ شعبها؛ لكن الرئيس بشار الأسد يقف في طريقهم. إنّ دعواته للحوار والإصلاح مجردُ درجة جوفاء فهوَ الذي حبس وعذب ثم ذبح شعبه. لقد قلنا مرارًا وتِكرارًا أن الرئيس الأسد غير قادر على قيادة التحول الديمقراطي أو الخروج من الأزمة ... لقد حان الوقت لتنحي هذا الرئيس عن منصبهِ.» في نفس اليوم؛ وقّع رئيس الولايات المتحدة على مجموعة منَ الأوامر التنفيذية التي جمدت أصول الحكومة السورية في الولايات المتحدة كما منعت الأميركيين من التعامل مع الحكومة وحظرت عليهم استيراد النفط السوري وكذا باقي المنتجات النفطية. في المُقابل؛ حاول السفير السوري لدى الامم المتحدة بشار الجعفري الردّ على هذه العقوبات بالقول إنّ «الولايات المتحدة تقودُ حربًا دبلوماسية وإنسانيّة ضدّ بلادي سوريا.»
بحلول حزيران/يونيو 2012؛ شاركت الاستخبارات في بعضِ العمليات السرية على طول الحدود التركية-السورية. هناك قدمت دعمًا محدودًا لبعض الجماعات المُنخرطة في الثورة السوريّة. ساعدت أجهزة المُخابرات هذه قوات المعارضة فِي تطوير طرق الإمداد كما وفرت لهم التدريب في مجال الاتصالات. وزّع عناصر وكالة الاستخبارات المركزية بنادق مضادة للدبابات وقاذفات صواريخ وذخائر أخرى لصالحِ المعارضة السورية فيما أفادت بعض الأخبار تخصيص وزارة الخارجية لمبلغ 15 مليون دولار للجماعات المعارضة في سوريا. بحلول تموز/يوليو 2012؛ منحت حكومة الولايات المتحدة ترخيصًا لمنظمة غير حكومية تحملُ اسمَ مجموعة دعم سوريا لتمويل الجيش السوري الحر. بالتقدم إلى عام 2016؛ كشفَ عدد من المسؤولين في الولايات المتحدة عن أنّ وكالة المخابرات المركزية قد جهزت في عام 2012 خطة عمل سريّة كانت تهدف إلى إزالة بشار الأسد من السلطة لكن الرئيس أوباما رفضها.
بالعودةٍ إلى أوائل آذار/مارس 2013؛ كشف مصدر أمني أردني أن الولايات المتحدة وبريطانيا وفرنسا يعملونَ على تدريب الثوار غير الإسلاميين في الأردن في محاولة منهم لتقوية العناصر العلمانية في المعارضة باعتبارِ ذلكَ حصنًا ضد «التطرف الإسلامي» والبدء في بناء قوات الأمن للحفاظ على النظام في حال سقوط الأسد. في نيسان/أبريل من نفسِ العام؛ موّلت الولايات المتحدة بمبلغ 70 مليون دولار برنامجًا لتدريب الثوار وتأمين الأسلحة الكيميائية في جميعِ أنحاء سوريا وذلك لمنع المعارضة من الحصول عليها في حالة ما سقطَ نظام بشار. في نفسِ الشهر؛ وعدت إدارة أوباما بمضاعفة المساعدات الموجهة إلى الثوار من خلال مدهم بمبلغ 250 مليون دولار تقريبًا. بحلول 13 حزيران/يونيو؛ أكّد مسؤولون في حكومة الولايات المتحدة وبعد عدّة أيامٍ من الاجتماعات الرفيعة المستوى على موافقة الإدارة الأمريكية على مدّ المجلس العسكري الأعلى بالأسلحة الثقيلة. تم اتخاذ القرار وذلك بعد وقت قصير من استنتاج الإدارة الأمريكية أن حكومة الأسد قد استخدمت أسلحة كيميائية ضد قوات المعارضة وبالتالي فقد تجاوزت الخطّ الأحمر الذي أعلنه أوباما في وقت سابق من عام 2012. شملت الأسلحة المقدمة بعضَ الأسلحة الصغيرة والذخيرة وكذلك بعض الأسلحة المضادة للدبابات، إلا أنها لم تشمل أسلحة مضادة للطائرات وهوَ الشيء الذي طلبتهُ المعارضة مِرارًا وتكرارًا. في منتصف يونيو/حزيران من نفسِ العام كذلك؛ أكّدت الحكومة الأمريكية على أنّها ستعملُ على تسليحٍ الثوار في منطقة حظر الطيران في سوريا على الحدود الجنوبية مع الأردن وذلك للسماح بتجهيز وتدريب الثائرين هناك. بعدَ استخدام المواد الكيميائية في الغوطة في 21 آب/أغسطس 2013 من قِبل الحكومة السورية؛ كانت ردود فعل الساسة وصناع القرار في الولايات المتحدة «مُخجلة» لكنّ وسائل الإعلام الحكوميّة قد سربت في نهاية آب/أغسطس خبرًا مفادهُ أنّ الولايات المتحدة كانت على وشك توجيه ضربة عسكرية ضد الحكومة السورية. ومع ذلك؛ فإن الرئيس أوباما اختار التريث مما تسبب في خيبة أمل في الوسط الدولي. خلال أيلول/سبتمبر 2013؛ أفادت الأنباء أنّ الأسلحة الصغيرة وتلكَ المضادة للدبابات قد بدأت بالوصول إلى بعض الجماعات الثوريّة المعتدلة. لكن وفي المُقابل فإنّ سليم إدريس أحد قادة الجيش الحُر قد نفى تلقي أيّ مساعدات من هذا النوع مما دفع ببعض المحللين إلى الاعتقاد بأنّ الأسلحة قد أُرسلت للجماعة الثورية في الجنوب فيما يرتكزُ الجيش الحر في الشمال. في أواخر عام 2013؛ تحالفت بعضُ الجماعات الإسلامية وشكّلت فيما بينَها الجبهة الإسلامية التي تحظى بدعمٍ من السعودية من أجل القتال ضدّ الجيش النظامي. في الشهرِ الأخير من سنة 2013؛ أرسلت حكومة الولايات المتحدة شحنات من المساعدات العسكرية البسيطة بما في ذلك الحصص الغذائية والمواد الطبية وشاحنات بيك آب التي تم الاستيلاء عليها من قبل الجبهة الإسلامية.
في نيسان/أبريل 2014؛ انتشرَ فيديو على الشبكة العنكبوتية يُظهِر الثوار في سوريا وهم بصدد استخدام مضات دروع أمريكية الصُنع من طِراز بي جي إم-71 تاو. ارتأى بعضُ المحللين إلى أنّ الثوار قد حصلوا على هذا السلاح من الرياض حليفة واشطن في المِنطقة. لقد تحوّلت سياسة الولايات المتحدة في سوريا من دعمِ الثوار ضدّ الجيش النظامي المدعوم من ميليشيات شيعية إيرانية وسلاح الجو الروسي إلى مكافحة داعش وسُرعان ما أعلنَ الجيش الحر هو الآخر الحرب على تنظيم الدولة الإسلامية (داعش) في أواخر عام 2014.
بحلول أوائل عام 2015؛ تعالت أصوات من داخل مؤسسة السياسة الخارجية للولايات المتحدة وضغطت من أجل التخلي عن الثوار وذلك بسببِ «ضعف التعاون مع الإسلاميين المتشددين». حينَها تحوّلت سياسة الولايات المتحدة إلى دعم الأكراد من أجل مواجهة داعش. في أوائل تشرين الأول/أكتوبر من نفسِ العام؛ أي بعد وقت قصير من بدء التدخل العسكري الروسي في سوريا؛ سمحَ باراك أوباما أبلغ بتموينِ 25,000 من الأكراد السوريين و5000 فقط منَ المعارضة السورية مؤكدًا في الوقتِ ذاته علَى أن الولايات المتحدة ستواصل هذا الدعم لأنّ روسيا قد انضمت إلى الصراع. في تشرين الأول/أكتوبر من نفس العام أيضًا؛ أعلنت الولايات المتحدة على لِسان البنتاغون ضخّ مبلغ 500 مليون دولار لتدريب الثوار السوريين لمحاربة داعش وليس الأسد في اعترافٍ بأن برنامج جهاز المخابرات المركزي قد فشلَ في تحقيق هدفه. حسب موقع جينز ديفنس ويكلي فإنّ شحنة تبلغُ 994 طنًا من الأسلحة والذخائر قد أُرسلت في كانون الأول/ديسمبر 2015 من أوروبا الشرقية إلى مجموعات ثوريّة سورية بما في ذلك صواريخ مضادة للدبابات من قبيل آر بي جي 7، أيه كيه-47، دوشكا ورشاشات آلية من طراز بي كي.
في السابع من نيسان/أبريل 2017؛ شنّت الولايات المتحدة سلسلة هجمات بـ 59 صاروخ توماهوك استهدفت قاعدة الشعيرات الجويّة في سوريا وذلك ردًا على الهجوم الكيميائي على خان شيخون الذي نفذتهُ القوات الحُكوميّة. بعد وقت قصير؛ اعترفت القيادة المركزية الأمريكية بتواجد بعضِ القوات الخاصة في معبر الوليد الحدودي في جنوب سوريا منذ أوائل عام 2016. عمليًا؛ لم تُشارك القوات الأمريكية في القتال المباشر ضد تنظيم داعش إلا في الثامن من نيسان/أبريل.

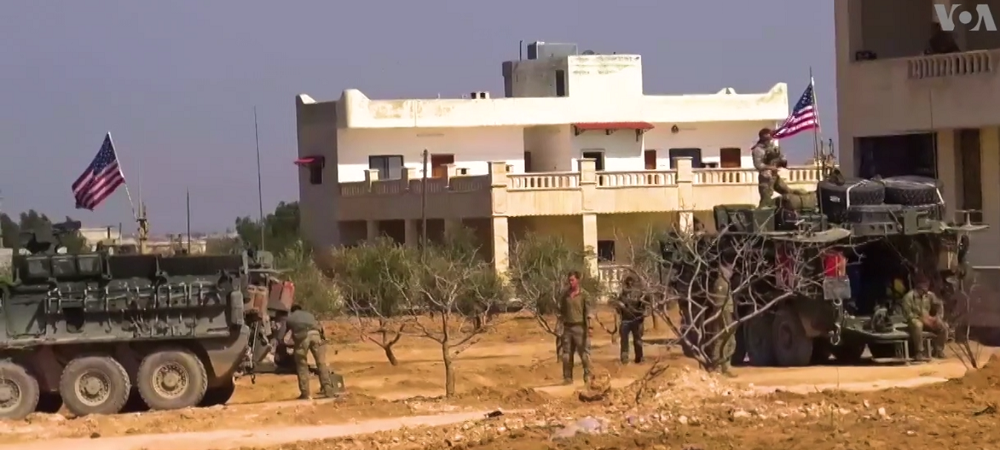
قوات العمليات الخاصة الأمريكيّة بالقربِ من منبج في شمال سوريا في آذار/مارس 2017

### المملكة المتحدة
منذ آب/أغسطس 2011؛ أصرّت بريطانيا جنبًا إلى جنب مع الولايات المتحدة، فرنسا وبعض الدول العربية على ضرورة تنحي الرئيس السوري بشار الأسد. بحلول حزيران/يونيو 2012؛ انتشرت بعضُ التقارير الإسرائيلية التي تُفيد بأنّ مغاوير منَ القوة الجوية الخاصة أجرت عمليات سرية داخل الأراضي السورية انطلاقًا من تركيا في 26 حزيران/يونيو 2012 وأفادت ذاتُ التقارير عن احتماليّة بقاء هاته القوات الخاصة البريطانية على الأراضي السورية. في عام 2012؛ قدمت المملكة المتحدة بعض المساعدات العسكرية البسيطة لقوات المعارضة بما في ذلك معدات الاتصالات والإمدادات الطبية. ليسَ هذا فقط بل قدمت المملكة المتحدة الدعم الاستخباراتي من أكروتيري ودكليا من خِلال الكشف عن تحركات الجيش السوري وإطلاع المسؤولين الأتراك بذلك والذين يقومون بدورهم بتوصيل المعلومات إلى الجيش السوري الحر. في 29 آب/أغسطس 2013؛ عُقد تصويت في مجلس العموم بخصوصِ ما إذا كانت المملكة المتحدة ستنضمُ إلى الولايات المتحدة في بدء برنامج يمنعُ قوات الأسد من استخدام الأسلحة الكيميائية. وافق 285 مُشرعًا مُقابل رفض 272 على الرغم من أن رئيس الوزراء –حينَها– ديفيد كاميرون لا يحتاج إلى موافقة البرلمان في هذه الخُطوة.
في منتصف تشرين الثاني/نوفمبر 2015؛ صاغت المملكة المتحدة وفرنسا قرارًا في مجلس الأمن حثّ الدول الأعضاء في الأمم المتحدة إلى اتخاذ جميع التدابير اللازمة في المعركة ضد تنظيم الدولة الإسلامية وجبهة النصرة. وافقَ المجلس في 20 تشرين الثاني/نوفمبر من نفسِ العام على القرار الفرنسي-البريطاني فيمَا أكّد السفير البريطاني لدى الأمم المتحدة ماثيو رايكروفت أنّ القرار سيُساعُد رئيس الوزراء ديفيد كاميرون لنيل موافقة البرلمان من أجلِ بدء الضربات الجوية من قبل المملكة المتحدة في سوريا. في الثالث من كانون الأول/ديسمبر 2015 من ذاتِ العام؛ صوّت البرلمان البريطاني بأغلبية ساحقة لصالحِ تمديد التدخل العسكري للمملكة المتحدة في سوريا. نُفذت أولى الضربات الجويّة البريطانيّة من سوريا من منطقة أكروتيري ودكليا قُرب قبرص ضد داعش في سوريا وقد استهدفت الضربة حقول النفط في شرق سوريا وفقا لوزير الدفاع مايكل فالون. من جهتهِ رحبت فرنسا بدور المملكة المتحدة العسكري في سوريا مشيرةً إلى أن المملكة المتحدة لم تطلب الإذن من الحكومة السورية كما فعلت روسيا حينما بدأت في حملتها من خِلال التنسيق مع قوات الحكومة السورية لدك المعارضة وإنهاكها.
في أوائل شباط/فبراير 2016؛ صرّحَ وزير خارجية المملكة المتحدة فيليب هاموند حولَ الحملة العسكرية الروسية الداعمة للحكومة السورية حيثُ قال: «إن الروس مصدر دائم للحزن بالنسبة لي ... يُحاولون في كلّ مرة تقويض ما نقوم به.» في آب/أغسطس من نفسِ العام أيضًا؛ نشرت بي بي سي مجموعةً منَ الصور التي التُقطت في يونيو من ذلك العام والتي تُظهر جنودًا منَ القوات البريطانية الخاصة وهم يحرسون مقر جيش مغاوير الثورة في معبر الوليد الحدودي في محافظة حمص على الحدود السورية العراقية والتي استولى عليها تنظيم الدولة الإسلامية في مايو 2015. حسب ما ظهر في الصور؛ كانت القوات مجهزة بمجموعة متنوعة من الأسلحة بما في ذلك تويوتا لاند كروزر الفئة 70، بنادق قنص صواريخ مضادة للدبابات ورشاشات ثقيلة.

### فرنسا
تتشاركُ فرنسا ذات الفكرة مع المملكة المتحدة حيثُ تصر منذ آب/أغسطس 2011 على تغيير النظام في سوريا. حسب صحيفة الغارديان فإنّ لدى فرنسا خبرة أكثر في التعامل مع الدولة السورية وذلك بسببِ الانتداب الفرنسي في المِنطقة. بحلول عام 2012؛ قدّمت فرنسا لقوى المعارضة بعض المساعدات العسكرية البسيطة بما في ذلك معدات الاتصالات والإمدادات الطبية. أمّا في آب/أغسطس 2013 فقد دعت فرنسا إلى التدخل العسكري ضدّ حكومة الأسد المُتهمة باستخدام أسلحة كيميائية في منطقة الغوطة بالقرب من دمشق. حينَها رفضَ رئيس الولايات المتحدة باراك أوباما هذه الخُطوة بالرغم من أنّ الحكومة السورية كانَ قد تجاوزَ الخطوط الحمراء التي أعلنَ عنها أوباما من قبل. في 19 أيلول/سبتمبر 2013؛ أكّد الرئيس الفرنسي فرانسوا هولاند خلال مؤتمر صحفيّ في باماكو أن فرنسا على استعدادٍ لبدء تصديرِ الأسلحة الثقيلة إلى الجيش السوري الحر لمساعدته في معركتهِ ضدّ النظام وميليشيات إيران وكذا حزب الله. في نهاية أيلول/سبتمبر 2015؛ بدأت فرنسا بتوجيهِ بعض الضربات الجوية في سوريا ضدّ «المنظمات الإرهابية» مثلَ داعش لكنّها تفادت استهدافَ النظام السوري أو معاقله. بالعودة إلى آب/أغسطس 2014؛ أكّدَ الرئيس الفرنسي فرانسوا هولاند أن فرنسا قد سلمت بعض الأسلحة الخفيفة إلى الثوار السوريين.
في منتصف تشرين الثاني/نوفمبر 2015؛ وفِي أعقاب هجمات باريس؛ أكّدت وزارة الدّفاع الفرنسية بموجب المادة 51 من ميثاق الأمم المتحدة على تكثيفها للضربات الجوية في سوريا بالتنسيق مع الجيش الأمريكي. في ذات التاريخ؛ رفعت فرنسا مسودة قرار لمجلس الأمن حثت فيهِ الدول الأعضاء في الأمم المتحدة على اتخاذ جميع التدابير اللازمة في المعركة ضد الدولة الإسلامية وجبهة النصرة.
بحلول 20 تشرين الثاني/نوفمبر من نفسِ العام؛ وافقَ مجلس الأمن التابع للأمم المتحدة بالإجماع على مسودة القرار الذي صاغتهُ فرنسا والمملكة المتحدة على حدّ سواء. في ذات اليومِ؛ رفضت فرنسا اقتراحات روسيا بخصوص الضربات الجوية الفرنسية ضد المنشآت النفطية في سوريا والتي تراها روسيا «غير شرعيّة». في الثالث من كانون الأول/ديسمبر 2015؛ بدأت المملكة المتحدة في شنّ عددٍ منَ الضربات الجوية ضد داعش في سوريا وقد رحبت فرنسا بخطوة المملكة.

### تركيا

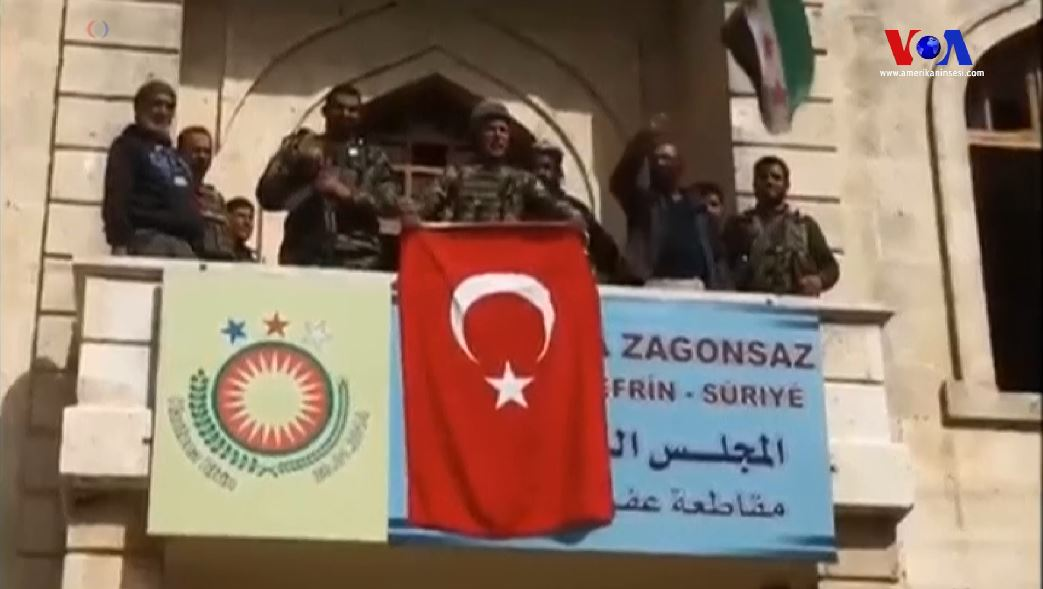
بعض الجنود الأتراك رُفقةَ مقاتلين منَ الجيش السوري الحر المدعوم من تركيا فوقَ مبنًى في عفرين كان خاضعًا لسيطرة حزب الاتحاد الديمقراطي

تُعدّ دولة تركيا واحدة من أعضاء الدول في حلف شمال الأطلسي. حافظت الدولة نسبيًا على علاقة ودية مع سوريا لأكثر من عقد من الزمن لكنّ هذه العلاقة سُرعان ما انهارت حالَ بدء الاضطرابات المدنية في سوريا في عام 2011. حينَها طلبت تركيا منَ الحكومة السورية إلى إنهاء أعمال العنف في حقّ الشعب السوري. لم تهتم الحكومة السورية بما تقولهُ تركيا في ظل وجود دول أخرى تُطالب بما هو أكثر مما طالبت بهِ تركيا ألا وهو استقالة الأسد كما فعلت فرنسا، المملكة المتحدة والوِلايات المتحدة. حتى سبتمبر 2014؛ لم تُعلن تركيا صراحة مشاركتها في الضربات الجوية الدولية ضد تنظيم داعش، لكنّها عملت في المُقابل على تدريب المنشقين عن الجيش السوري على أراضيها. في تموز/يوليو 2011 أعلنت مجموعة منَ المنشقين عن تشكيل الجيش السوري الحر تحت إشرافِ الاستخبارات العسكرية التُركيّة. ابتداءًا من تشرين الأول/أكتوبر 2011؛ بدأت تركيا تأوي قادة الجيش السوري الحر كما قدمت لهم منطقة آمنة وقاعدة للعمليّات. جنبا إلى جنب مع المملكة العربية السعودية وقطر؛ عملت تركيا على تزويد الثوار بالأسلحة والمعدات العسكرية الأخرى. تصاعدت التوترات بين سوريا وتركيا بشكل ملحوظ بعدما أسقطت القوات السورية مقاتلة نفاثة تركية خلالَ الاشتباكات على الحدود في تشرين الأول/أكتوبر 2012. في أوائل شباط/فبراير 2016؛ ذكرت رويترز في مقالٍ لها أنّ تركيا هيَ «الراعي الرئيسي للثورة ضدّ نظام الرئيس بشار الأسد». قدّمت تركيا اللجوء للسوريين المنشقين عنِ النظام الذين يرونهُ نظامًا مجرمًا خاضعًا لإيران وذلكَ منذُ الأيام الأولى للصراع السوري. في أوائل يونيو/حزيران 2011؛ عقد مجموعة من الناشطين في المعارضة السورية قمّةً في مدينة إسطنبول لمناقشة تغيير النظام،  كما استضافت تركيا رئيس الجيش السوري الحر العقيد رياض الأسعد. أصبحت تُركيا على نحو متزايد معادية لسياسات الأسد وحكومته وقد عملت على تشجيع المصالحة بين الفصائل المنشقة بدلَ التفرقة. ليسَ هذا فقط بل حاول الرئيس رجب طيب أردوغان تأسيس علاقة إيجابية مع أي حكومة ستأخذ مكان الأسد.
ابتداءًا من مايو/أيار 2012؛ تلقت قوات المعارضة السورية الأسلحة والتدريب من تركيا والولايات المتحدة على حدٍ سواء. يُخص بالذكرِ هنا الجبهة الإسلامية وأحرار الشام اللتان تلقيتا أسلحة و/أو خدمات الرعاية الصحية من تركيا والمملكة العربية السعودية. لم يقتصر «تورط» تركيا في الصراع علَى مكافحة داعش ودعم المعارضة المعتدلة بل وصلَ إلى حدّ القتال ضد القوات الكردية في سوريا وكذلك في العراق في بعض الأحيان. عملت تركيا في عام 2013 على رعاية برنامج دعم الثوار المعتدلين من خِلال توفير الدعم التقني واللوجستي لجميع عناصر المعارضة في حين تذهبُ وسائل الإعلام الحكومية السورية والإيرانيّة –والإسرائيلية في بعض الأحيان– إلى اتهام الأتراك بدعم «الجماعات الإرهابية» مثلَ جبهة النصرة وتنظيم الدولة الإسلامية (داعش). قامت تركيا ببعضِ الترتيبات مع روسيا وإيران في أوائل 2017 وهذا ما تسبب في شرخٍ في العلاقة مع المعارضة السورية التي انتقدت خطة روسيا لإنشاء مناطق آمنة في سوريا ورأت أنّ هذه الخطة تُهدد البلد وسلامته الإقليمية.
حافظت تركيا على جيبٍ صغيرٍ لها داخل سوريا وذلك بالقُربِ من قبر سليمان شاه على الضفة اليمنى لنهر الفرات في محافظة حلب. يحرسُ الضريح كتيبة من الجنود الأتراك وذلك على بُعد 25 كيلومتر (16 ميل) من الحدود السورية التركية. خلال إسقاط القوات السورية لطائرة حربية تركية في حزيران/يونيو 2012؛ ضاعفت الحكومة التركية عدد الجنود المتمركزين في القبر إلى 30 في حين حذر رئيس الوزراء حينَها أردوغان من أن «قبر سليمان شاه والأراضي التي تُحيط به هي بمثابة أراضٍ تركية لذلك فأي عمل من أعمال العدوان سيكون هجوم على أراضينا وعلى أراضي حلف شمال الأطلسي.» في شباط/فبراير 2015؛ شنّ الجيش التُركي حملة في سوريا من أجل نقل القبر إلى منطقة آمنة على مقربة أكثر من الحدود. من ناحية أخرى؛ طلبت تُركيا من الولايات المتحدة تركيز الضربات الجوية على داعش وكذا على معاقل النظام السوري من أجل إجباره على التنحي منَ السُلطة كما طالبت بمنطقة آمنة في المنطقة الممتدة من بلدة عين العرب على الحدود التركية غربًا إلى مدينة أعزاز. في 22 تموز/يوليو 2015؛ وافقت الحكومة التركيّة على السماح للولايات المتحدة باستخدام قاعدة إنجرليك الجوية في جنوب تركيا لإطلاق الهجمات الجويّة ضد داعش في «صفقة» اعتُبرت تحولا كبيرا في السياسة الخارجيّة للأتراك. جديرٌ بالذكر هنا أنهُ في آذار/مارس من عام 2003 كانَ البرلمان التركي قد رفضَ الغزو الأمريكي للعراق كما رفض السماح للأمريكان باستخدام أي قاعدة أرضيّة أو جوية تابعة للأتراك.
في نهاية تموز/يوليو 2015؛ ذكرت وسائل الإعلام التركية أن حكومتي الولايات المتحدة وتركيا قد اتفقتا على الخطوط العريضة بحكم الأمر الواقع لمنطقة آمنة على طول الحدود التركية-السورية بموجب الاتفاق الذي كان من المفترض فيه زيادة الطلعات الجوية ضدّ داعش في شمال سوريا. تنص الخطة على بقاء داعش وجبهة النصرة وغيرها من الجماعات المتطرفة بعيدًا بحوالي 68 ميلًا عن المنطقة الغربية من نهر الفرات في حين تبقى محافظة حلب خاضعةً لسيطرة المعارضة السورية. بحلول آب/أغسطس من نفسِ العام؛ أعلنت الولايات المتحدة أعلنت أنها ستسحب اثنين من بطاريات باتريوت للدفاع الصاروخي من جنوب تركيا في خريف تلك السنة؛  كما هددت ألمانيا بسحبِ جنودها المتمركزين في تركيا،  وذلكَ وسط مخاوف في حلف شمال الأطلسي من أنّ تركيا عازمة على إقحام الحلف في الصراع السوري من أجلِ تحقيق مصالحها الضيقة. في أواخر تموز/يوليو؛ استئنفت تركيا القتال ضد حزب العمال الكردستاني الذي يُحاول توسيع تمركزهِ في أجزاءٍ من جنوب شرق تركيا. في 29 يونيو؛ أصدرت تُركيا بيانًا ذكرت فيه بوضوح أنّ أي توغل لأي قوات غربيّة من نهر الفرات في شمال سوريا على طول الحدود التركية (المنطقة الواقعة بين جرابلس في الشرق وأعزاز–مارع في الجنوب الغربي) وخاصّة توغل وحدات حماية الشعب والميليشيات الكرديّة المدعومة من قبل حزب الاتحاد الديمقراطي وكذلك أي هجوم في شمال إدلب من قِبل قوات الحكومة السورية ستعتبرهُ الدولة التركية انتهاكًا للخط الأحمر. وفي نهاية تشرين الأول/أكتوبر من نفسِ العام؛ أكّد رئيس الوزراء التركي أحمد داوود أوغلو أن تركيا قد استهدفت مقاتلي الميليشيات الكردية في سوريا مرتين بسببِ خرقهم للخط الأحمر لكن وفي المُقابل أكد الناطق باسم وحدات حماية الشعب أن الجيش التركي قد هاجمَ المواقع الكردية بالقرب من البلدات الحدودية في تل أبيض وعين العرب/كوباني. في منتصف تشرين الثاني/نوفمبر 2015؛ هدّد الرئيس رجب طيب أردوغان مجددًا بعدم السماح للأكراد بالعبور إلى الجانب الغربي من نهر الفرات على طول الحدود التركية.
في 24 تشرين الثاني/نوفمبر 2015 وبعد وقتٍ قصيرٍ من إسقاط مقاتلة سوخوي 24 الروسية على يدِ قوات الدفاع الجوي التركية؛ وصفَ الرئيس الروسي فلاديمير بوتين الدور الذي تلعبه تركيا في الصراع السوري «بالتواطئ مع الإرهابيين». ليس هذا فقط؛ بل أشارَ وزير الخارجية الروسي سيرغي لافروف إلى أن تركيا تخطط لإنشاء منطقة عازلة في المنطقة حيث يعيشُ التركمان في شمال سوريا وهذا نابعٌ من رغبة أنقرة في حماية البنية التحتية للإرهابيين هناك على حدّ تعبيره ثم وصلَ القول: «وفقا لأحدث المعلومات التي توصلنا بها فإنّ المنطقة التي ترغبُ تركيا في تأمينها والتي يسكنها التركمان تستوعبُ عدة مئات أو آلاف من المسلحين من الاتحاد الروسي وهذا يُشكل طبعًا تهديدًا مباشرًا لأمننا ... حسب المعلومات المتاحة فإنّ المنطقة تستوعب البنى التحتية للسلحين بما في ذلك الأسلحة ومستودعات الذخيرة وكذا مراكز القيادة ومراكز الخدمات اللوجستية.» في المقابل؛ شكّك عدد منَ المحللين التركيين والغربيين في مزاعم روسيا واتهاماتها واعتبروها غير صحيحة. في أواخر تشرين الثاني/نوفمبر 2015؛ اتهمَ الرئيس بوتين تركيا بمساعدة داعش والقاعدة وفي ظل ضغوط دولية كبيرة اضطرت الدولة التركيّة إلى إغلاق نقطة عبور على طول 60 كيلومترًا كانت تُستخدمُ لتصدير النفط الخام من تنظيم الدولة الإسلامية الذي سيطرَ على حقول النفط في سوريا والعِراق وبعض المناطق في ليبيا. في الثاني من كانون الأول/ديسمبر 2015؛ ادّعى بعض المسؤولون العسكريون الروس أن الرئيس التركي رجب طيب أردوغان وأسرته يحصلونَ شخصيًا على ملايين من الدولارات لقاء عمليات تهريب النفط من داعش. كانت هذه الاتهامات بمثابة تصاعد جديد للتوترات بينَ المُعسكرين الروسي والتركي. في المُقابل؛ نفت الحكومة التركيّة كل ما جاء على لِسان الروس، وتعليقًا على هذه المزاعم ذكر جون باس سفير الولايات المتحدة إلى تركيا أن الادعاءات حول تورط الحكومة التركية في التعامل معَ داعش هي معلومات لا أساس لها من الصحة مشيرًا إلى تقديم وكالة المخابرات المركزية اعتذارًا رسميًا إلى تركيا فيما يتعلق بالادعاءات التي نشرتها الوكالة في عام 2014.
في أواخر كانون الأول/ديسمبر 2015؛ وخلالَ مُقابلة له معَ قناة العربية قال الرئيس رجب طيب أردوغان «إن سوريا وإيران والعراق وروسيا قد شكلوا تحالفًا رباعيًا في بغداد ثمّ طلبوا انضمام تركيا ولكنّي قُلت للرئيس فلاديمين أنه لا يمكنني الجلوس إلى جانب رئيس بشرعيّة مرتابة.» بعد تصاعدِ وتيرة عمل الميليشيات الكردية في سوريا وبالتحديد في قاعدة منغ الجوية العسكرية قرب الحدود مع تركيا؛ قامت هذه الأخيرة في 13 شباط/فبراير 2016 ببدء حملة قصف على مجموعة منَ المواقع في منطقة أعزاز. ردا على هذا الفعل؛ نددّت الحكومة في سوريا واعتبرت ما قامت بهِ تُركيا انتهاكًا لسيادتها ثمّ طلبت من مجلس الأمن التابع للأمم المتحدة باتخاذ الإجراءات اللازمة. في 19 شباط/فبراير من نفسِ العام؛ استعملت روسيا حق النقض لتقويض مشرورع قرار كانت قد اقترحتهُ القوى الغربية بما في ذلك الولايات المتحدة، المملكة المتحدة وفرنسا. بالعودة مُجددًا إلى 24 شباط/فبراير 2015؛ كانَ الرئيس أردوغان قد تحدثَ على شاشات التلفزيون حول خطة مؤقتة لوقفِ الاقتتال في سوريا أُعلنت من جانبِ روسيا والولايات المتحدة قبل يومين. اتهمَ الرئيسُ حينَها الأمم المتحدة والغرب وكذا روسيا وإيران بالسعي إلى تحقيقِ مصالحهم الخاصّة وأكّد في الوقتِ ذاته أنهُ يخشى أن يستفيد نظام بشار الأسد من اتفاق وقف إطلاق النار هذا.